# Tatjana Angelini
Annie Tatiana Angelini-Jolin (Scheremetiew), född 23 september 1923 i Gustav Vasa församling, Stockholm, död 25 november 2006 i Stockholm, var en svensk sångerska, dotter till den ryskfödde sångpedagogen Michail Scheremetiew. 

## Biografi
Fadern Michail Scheremetiew flydde från Ryssland till Sverige när revolutionen bröt ut 1917. Han flydde till svenska ambassaden i Moskva där han träffade en svensk änka från Värmland som tidigare hade varit gift med en rysk överste som hade stupat i inbördeskriget. De flyttade till Sverige där de gifte sig. 

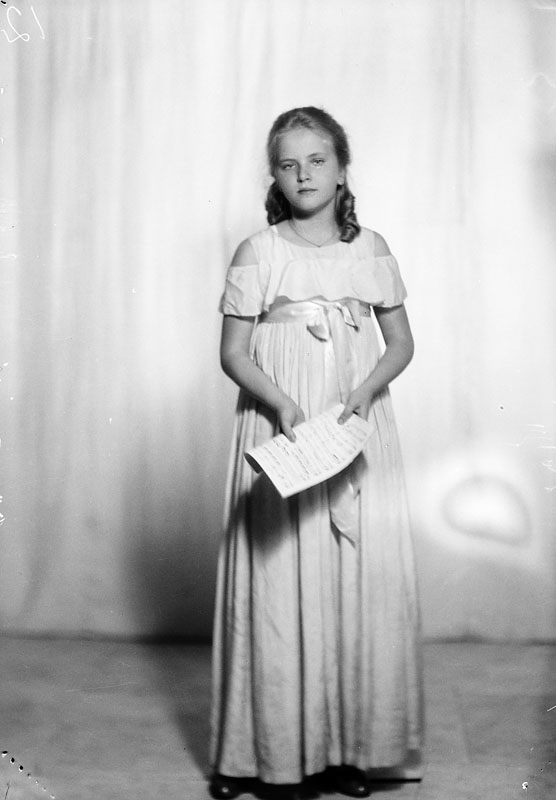
Angelini som barn

I Sverige blev hennes far sångpedagog. Hon debuterade redan som sexåring i Sven Jerrings radioprogrammet Barnens brevlåda. För en större publik blev hon mest känd för att som 14-åring gjort rösten till Snövit i den svenska originalversionen av Walt Disneyfilmen Snövit och de sju dvärgarna 1938. Walt Disney sade offentligt att Angelini var den bästa sångerskan i Snövit. Hon gjorde också rösten till Askungen i svenska originalversionen av Askungen på skiva 1950. 
Efter framgångarna med Snövit studerande hon sång i Paris och New York. Hon turnerade sedermera i USA samt hade där en egen radioserie med barnvisor på radiostationen WNYC. 1946 gjorde hon tillsammans med Edvard Persson ytterligare en turné i USA. 
Angelini gjorde sig också känd som vis- och romanssångerska med åtskilliga skivinspelningar både i USA och Sverige. Hennes sista skivinspelningar gjordes med tenoren Nicolai Gedda på 70-talet, där hon tolkade sånger av Musorgskij. Hon skrev också en bok om sin man Einar Jolin som publicerades 1979.
Angelini var dessutom mycket språkbegåvad och gjorde översättningar till och från bl.a. franska och ryska.
I sitt andra äktenskap var hon gift med CBS reporter Charles Collingwood och bodde i New York fram till dennes död 1985. En kuriositet är att de hade stött ihop redan på 30-talet hos Walt Disney. 1990 flyttade hon åter till Sverige där hon avled 2006.
Angelini är begravd på Norra begravningsplatsen i Stockholm. 

### Privatliv

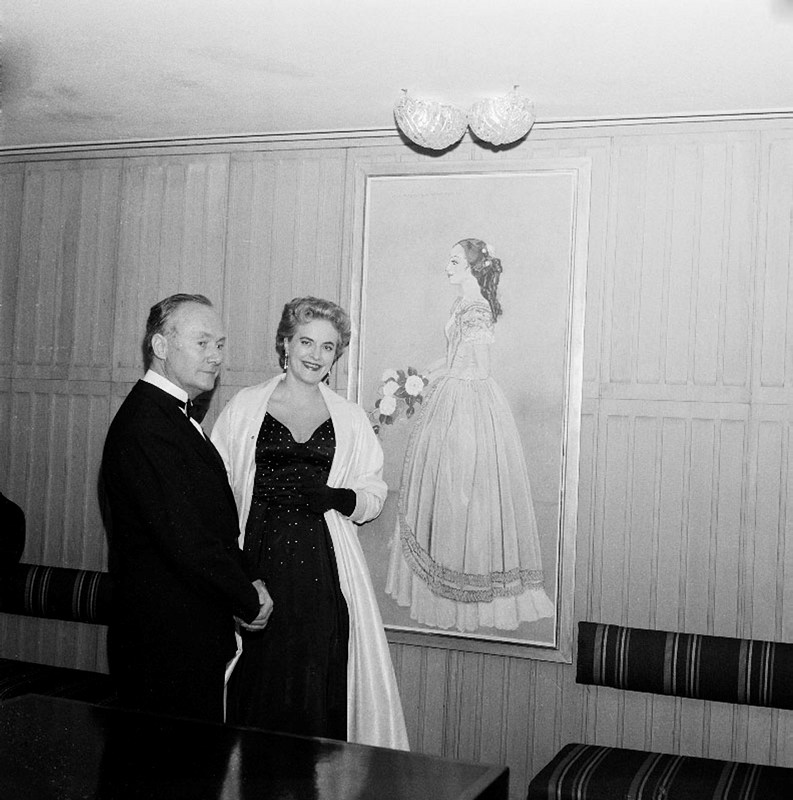
Angelini med Einar Jolin, Dramaten, 1957.

Angelini var från den 2 januari 1952 gift med konstnären Einar Jolin, med vilken hon fick barnen Michaela Jolin och Angelina Jolin. I sitt andra äktenskap var hon gift med Charles Collingwood.

### Tatjana Angelinis föräldrar[8]
Far: Mikael Alexandrowitsch Angelini Scheremetiew, född 4 april 1870 i Tbilisi, Georgien, Kejsardömet Ryssland, död 24 mars 1956 i Gustav Vasa församling, Stockholm
Mor: Annie Maria Potuloff Scheremetiew, född Vidlund 14 juli 1886 i Älvkarleby församling, Uppsala län, död 19 juni 1958 i Gustav Vasa församling, Stockholm
Föräldrarna vigdes 3 januari 1922

## Filmografi
- 1937 – Snövit och de sju dvärgarna (originaldubb)[9]
- 1942 – En trallande jänta
- 1943 – Sjätte skottet
- 1950 – Askungen[10]